# NGC 7737
NGC 7737 ist eine Linsenförmige Galaxie vom Hubble-Typ S0/a im Sternbild Pegasus am Nordsternhimmel. Sie ist schätzungsweise 349 Millionen Lichtjahre von der Milchstraße entfernt und hat einen Durchmesser von etwa 90.000 Lichtjahren. Möglich ist eine gravitative Bindung mit PGC 72179.

Im selben Himmelsareal befinden sich die Galaxien NGC 7735, NGC 7741, NGC 7745.
Das Objekt wurde am 3. Oktober 1886 von Guillaume Bigourdan entdeckt.